# José Roy
Pour les articles homonymes, voir Roy.
José Roy, né le 25 août 1860 à Paris et mort le 28 mars 1947, est un illustrateur français.

## Biographie
Né le 25 août 1860 au no 2 du petit chemin des Tournelles, Joseph-Marie Roy est le fils de Rose (dite Rosalie) Neumann et de Jacques Roy, employé, mentionné comme sergent de ville lors de son mariage en 1859.
Dans la seconde moitié des années 1870, Joseph Roy entre aux Beaux-Arts de Paris, où il a pour maître Jean-Léon Gérôme. En mai 1877, il remporte une médaille d'argent au concours d'anatomie. Cette distinction lui permet de se présenter l'année suivante à un autre concours d'anatomie, le prix Charles Huguier, à l'issue duquel il obtient l'une des trois mentions honorables, aux côtés de Louis Guyot et Paul Leroy. À nouveau candidat l'année suivante, il remporte encore l'une des mentions honorables, à l'instar de Charles Denet et Henri Haro (d).
Au cours des années 1880, il commence à réaliser des illustrations de livres et transforme son prénom en « José ». En 1889, un journaliste le présente ainsi : « José Roy, inventeur de gracieuses obscénités dont les originaux sont retenus par le prince de Galles ». Ses couvertures pour les ouvrages du docteur Gérard lui valent de comparaître en correctionnelle pour outrage aux bonnes mœurs en 1890. Il signe aux côtés de Gino Starace à partir d'octobre 1898, l'ouvrage à fort tirage de Jean-Louis Dubut de Laforest, La Vierge du trottoir, édité par Arthème Fayard.
En 1903, José Roy expose au Salon des artistes français deux aquarelles : un portrait et un hors-texte pour les Lettres de mon moulin. Il habite alors au no 16 de l'avenue Frochot.
Le 31 mai 1924, Roy, « artiste peintre », épouse Anne Neumann. Le couple habite au no 41 de la rue Gabrielle.
En 1936, le couple est recensé à Réchésy.
José Roy meurt le 28 mars 1947.

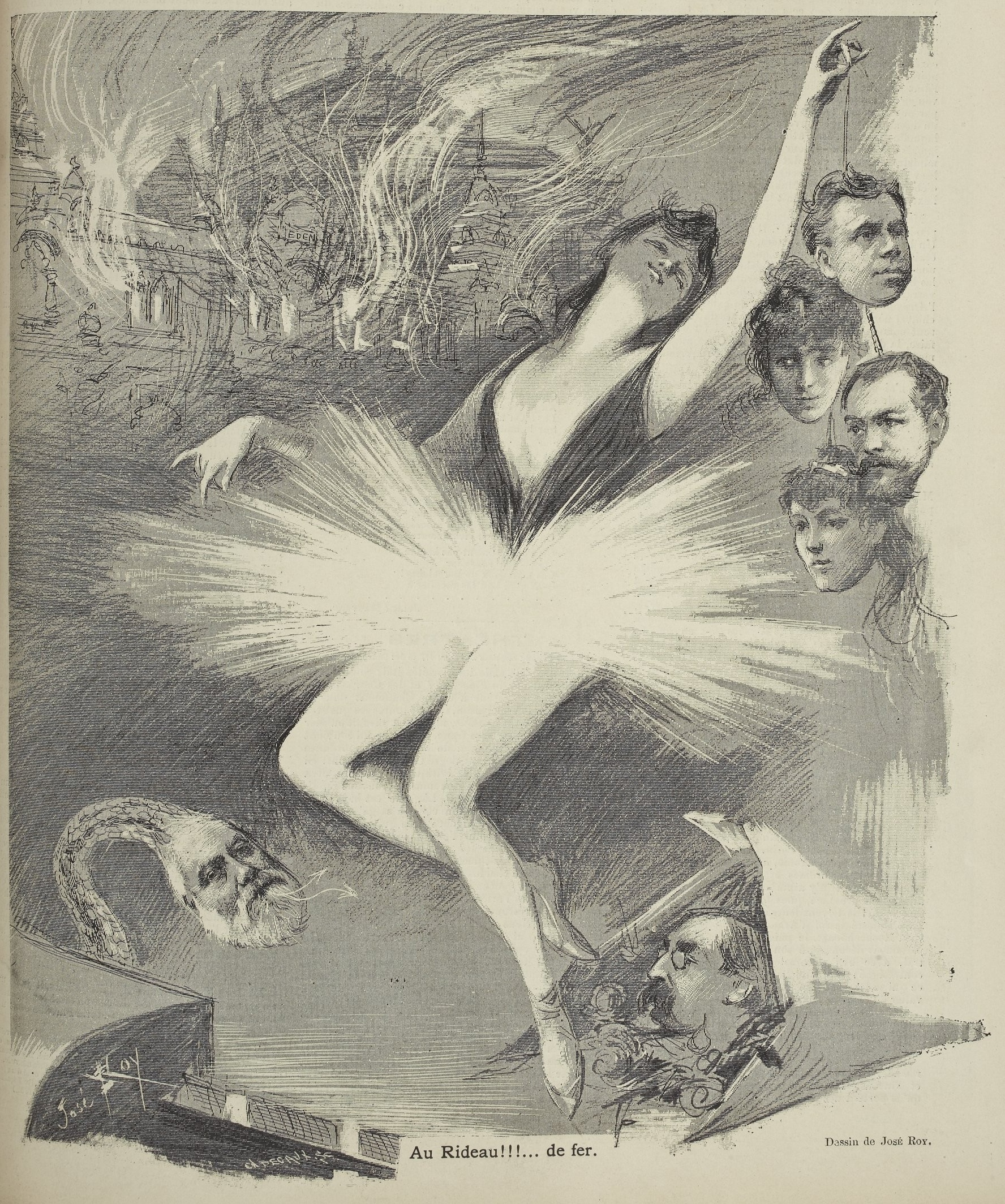
« Au Rideau!!!... de fer », Le Courrier français, 18 septembre 1887
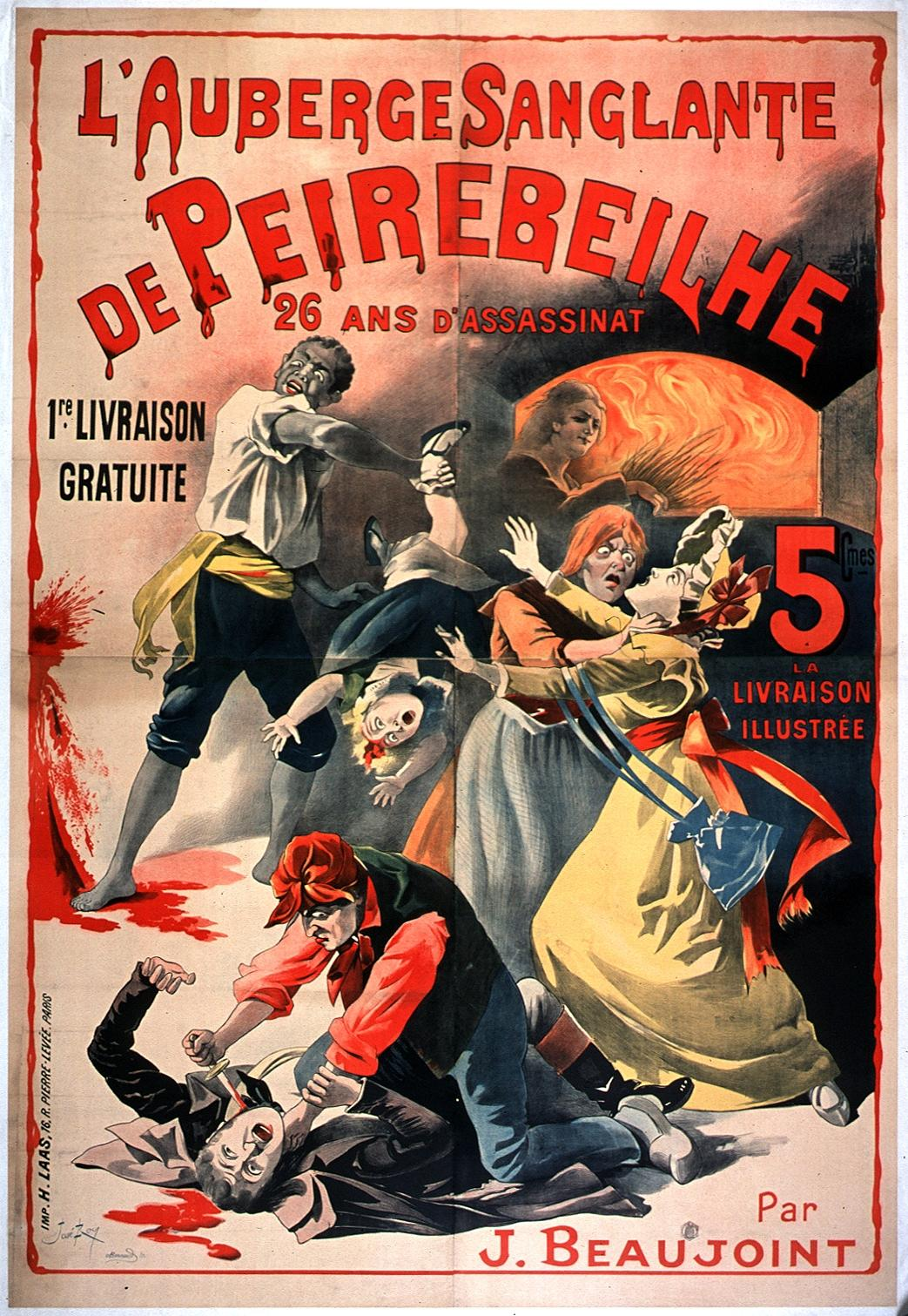
Affiche pour L'Auberge sanglante de Peirebeilhe de Jules Beaujoint (1888)
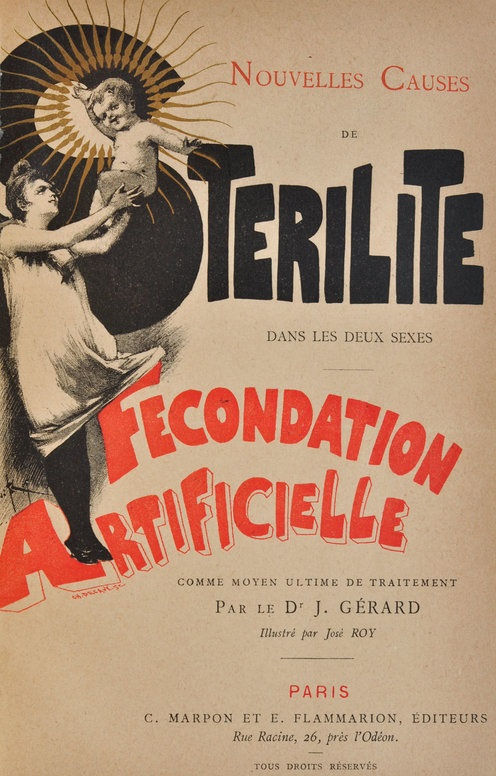
Couverture du livre du docteur Gérard, Nouvelles causes de stérilité (1889)
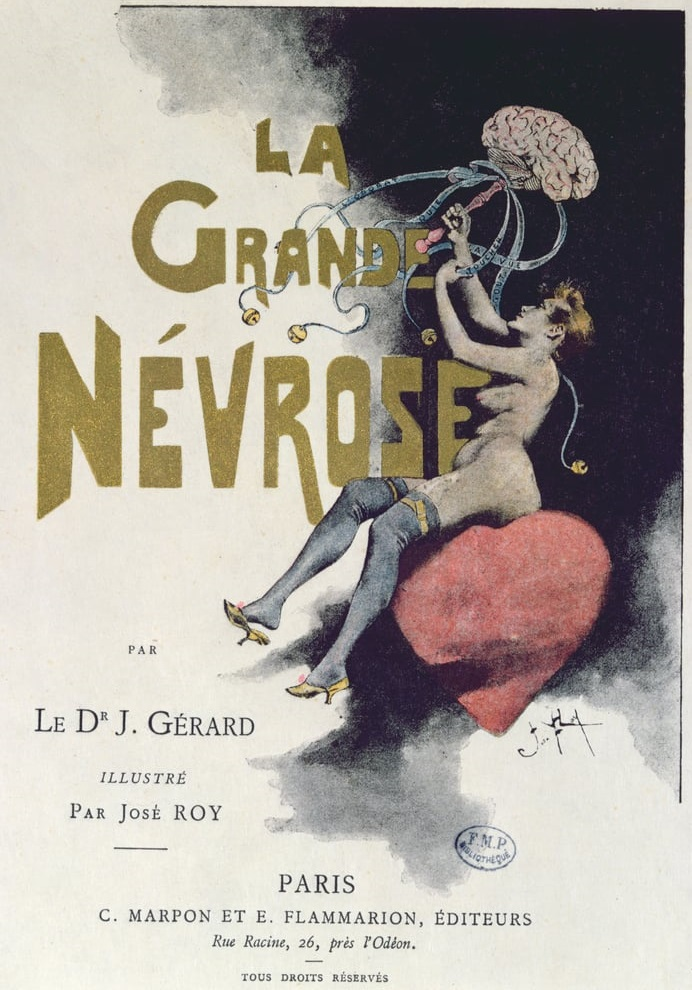
Couverture de La Grande névrose, du même auteur (1889)
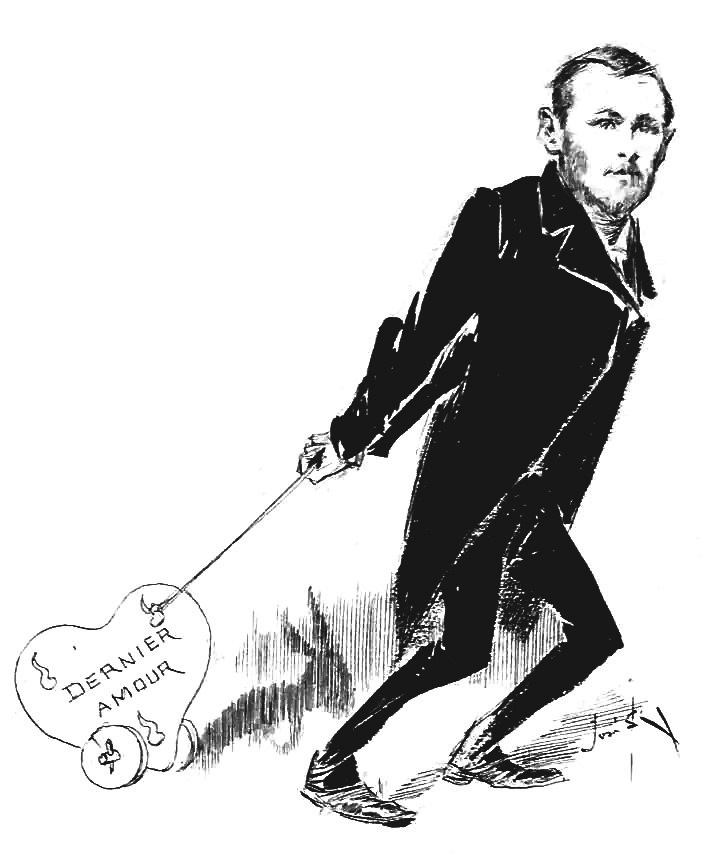
Caricature de Georges Ohnet (vers 1889)
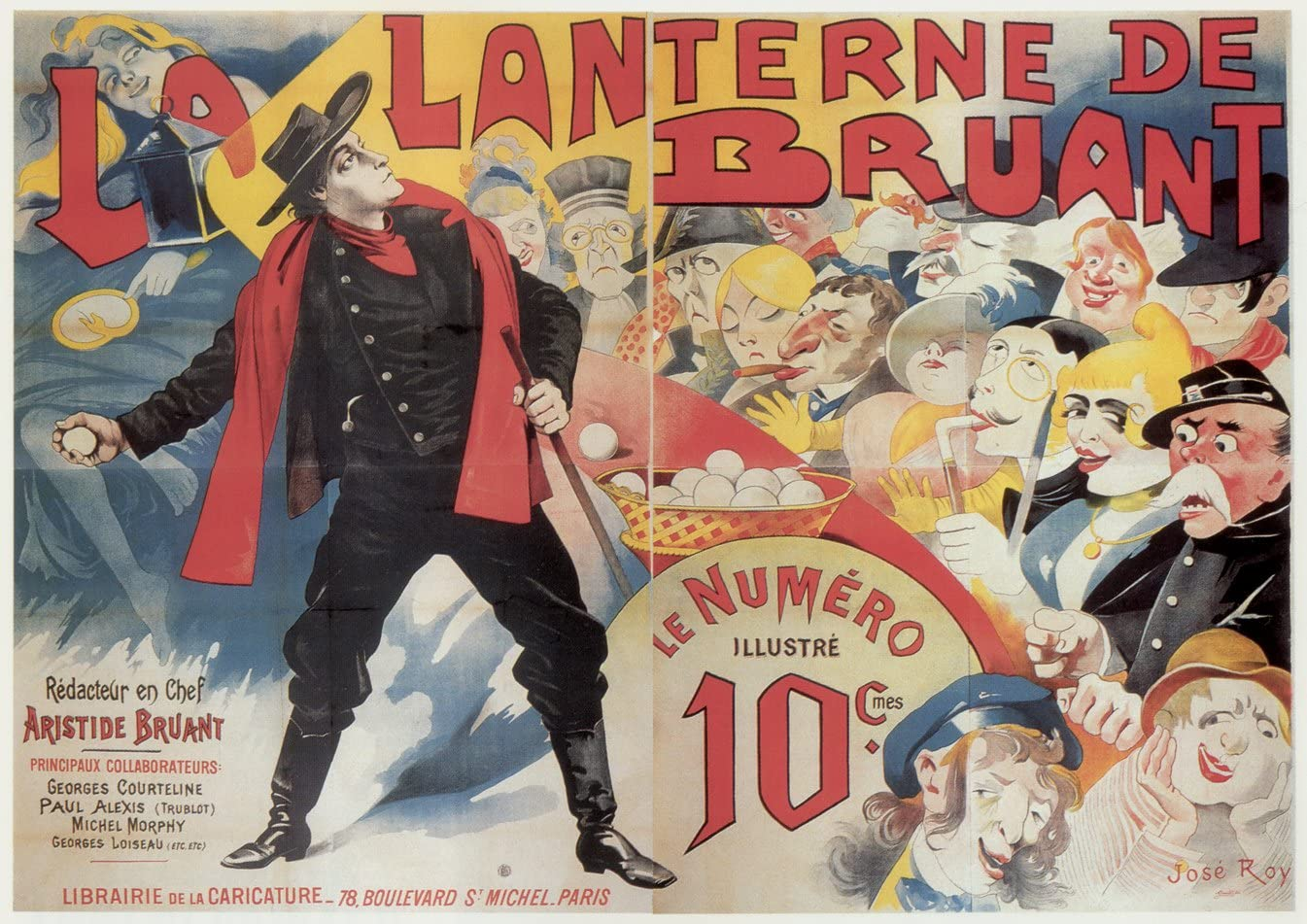
Affiche pour La Lanterne de Bruant (1897)
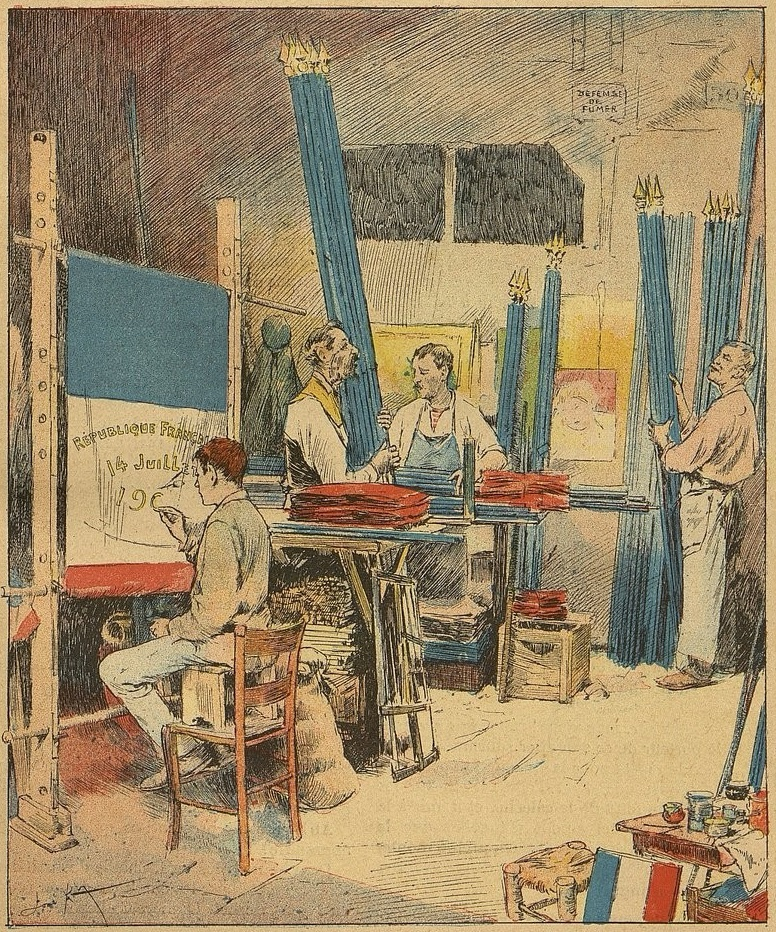
« La fabrication des drapeaux », Le Petit Français illustré, 16 juillet 1904
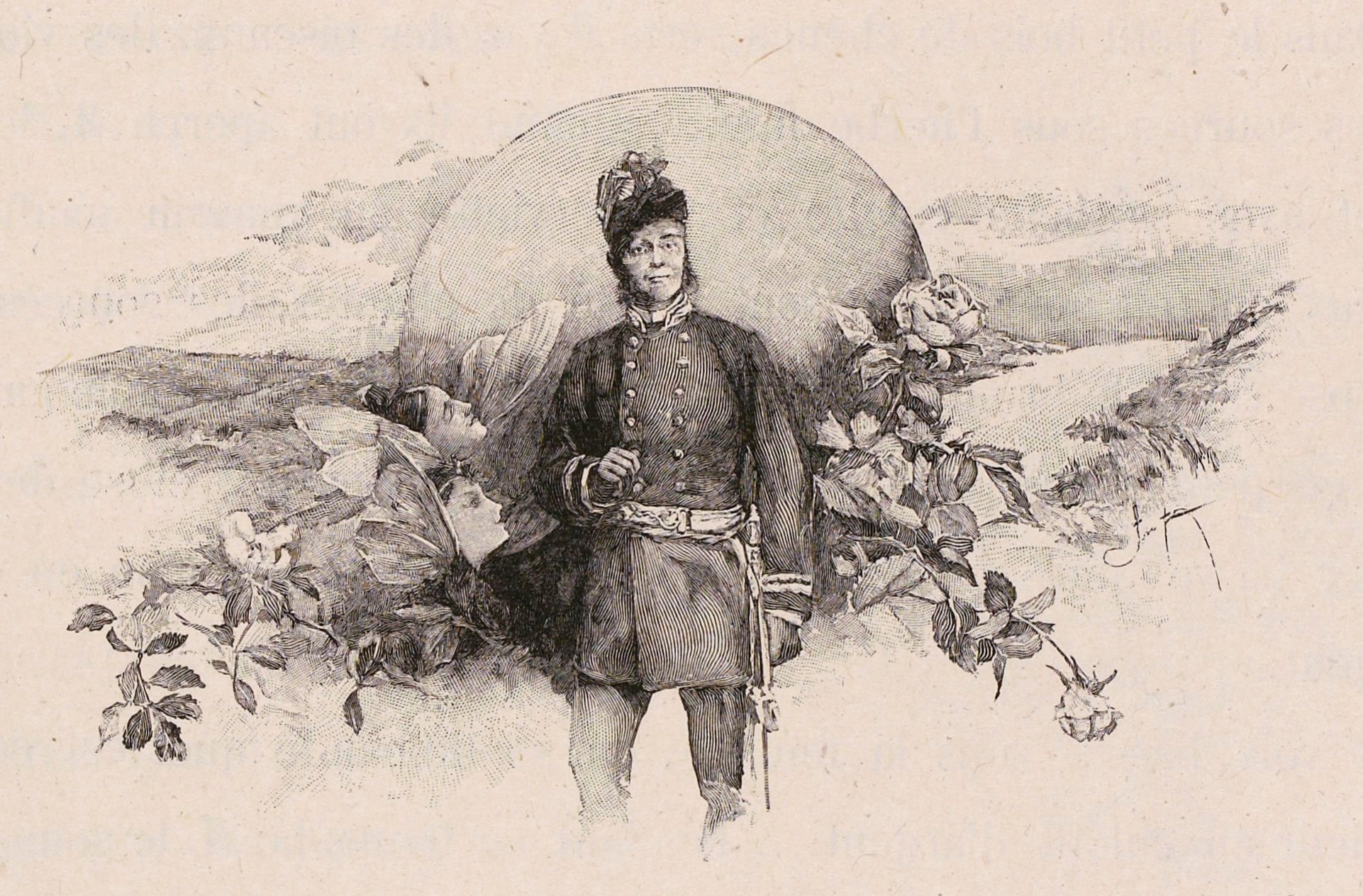
« Le Sous-préfet aux champs » (1904)

## Ouvrages illustrés par José Roy
Liste non exhaustive :

### Livres
- Pommes d'Eve : douze contes en chemise par une jolie fille, Paris, Monnier, 1884 (consultable en ligne sur Google Livres).
- Histoires débraillées, Paris, Monnier, 1884 (consultable en ligne sur Gallica).
- Charles Foleÿ, Saynètes, Paris, Monnier, 1884.
- Émile Dartès [Émile Testard], Jambes folles, Paris, Marpon et Flammarion, 1887 (consultable en ligne sur Gallica).
- Armand Silvestre, Histoires inconvenantes, Paris, Piaget, 1887.
- Armand Silvestre, Maïma, Paris, Piaget, 1888 (consultable en ligne sur Gallica).
- Joseph Gérard, Nouvelles causes de stérilité dans les deux sexes, Paris, Marpon et Flammarion, 1888 (consultable en ligne sur Gallica).
- Joséphin Peladan, Femmes honnêtes, Paris, Dalou, 1888 (consultable en ligne sur Internet Archive).
- Léonce de Larmandie (d), La Comédie mondaine : Excelsior, Paris, Dalou, 1888 (consultable en ligne sur Gallica).
- Julien Mauvrac (d), L'Amour fantaisiste, Paris, Savine, 1888 (couverture uniquement).
- Joseph Gérard, La Grande névrose, Paris, Marpon et Flammarion, 1889 (consultable en ligne sur Gallica).
- Comte de Lautréamont, Les Chants de Maldoror, Paris, Genonceaux, 1890.
- (Avec Gustave Fraipont) Alphonse Daudet, Lettres de mon moulin, Paris, Flammarion, 1904 (consultable en ligne sur Gallica).
- Claude Saint-Jean [Saint-Ogan], À la belle étoile, Paris, Armand Colin, 1905 (consultable en ligne sur Gallica).
- Octave de Traynel, La Découverte du docteur Faldras, Paris, Ollendorff, 1909.
- Illustrations pour la « Bibliothèque du Petit Français », Armand Colin, 1920-1922.
- Paul Féval fils, La Montée des femmes, éd. Roman Nouveau, 1923.
- Honoré de Balzac, Œuvre complète illustrée, collectif d'illustrateurs, 50 vol., Albin Michel, 1937 — fonds Librairie Paul Ollendorff.

### Collaborations à des périodiques
- Le Rideau, 1885 (consultable en ligne sur Gallica).
- Le Courrier français, 1887-1888.
- Les Premières illustrées, 1888 (no 18 : La Grande Marnière, consultable en ligne sur Gallica).
- Le Triboulet, 1888-1889 (exemple : no 42 du 2 décembre consultable en ligne sur Retronews).
- L'Illustration, 1895-1915.
- L'Écho de la semaine 1897-1899.
- Le Petit Français illustré, 1901-1904 (exemple : no 238 du 18 juin 1904 consultable en ligne sur Gallica).
- L'Indiscret, 1902.
- Journal des voyages, 1915.